# Strage di Sinnai
La strage di Sinnai è stato un caso di omicidio plurimo commesso a Sinnai, in provincia di Cagliari, l'8 gennaio 1991.
Tre pastori furono uccisi e un quarto ferito; un altro pastore, Beniamino Zuncheddu, fu incolpato dell'assassinio e condannato all'ergastolo dalla Corte d'assise di Cagliari l'8 novembre 1991, venendo poi assolto dopo 32 anni di carcerazione, il 26 gennaio 2024, in seguito alla revisione del processo.

## Storia
Nella giornata di martedì 8 gennaio 1991, tre persone vengono uccise a colpi di fucile: Gesuino Fadda, 56 anni, e suo figlio Giuseppe, 24 anni, proprietari di un ovile, e il loro dipendente Ignazio Pusceddu, 55 anni. Viene ferito anche il genero di Gesuino Fadda, Luigi Pinna, di 29 anni.
L'assassino giunge all'ovile a bordo di uno scooter e prima assale e uccide i Fadda, poi si reca in un vicino capanno dove uccide Pusceddu e ferisce Pinna.

## Processo
Nel processo pesò molto la testimonianza del sopravvissuto Luigi Pinna, che inizialmente dichiarò di non ricordare l'aggressore, per poi in seguito cambiare versione e dare la colpa a Beniamino Zuncheddu, 26 anni, di Burcei, anch'esso allevatore di ovini; probabilmente Pinna fu influenzato da alcune foto di Zuncheddu mostrategli, prima dell'interrogatorio, dall'agente di polizia Mario Uda. L'accusa apparve credibile, perché tra le famiglie Fadda e Zuncheddu vi erano effettivamente stati contrasti anche aspri, che erano anche sfociati nell'uccisione di bestiame a vicenda. L'accusato venne condannato all'ergastolo dalla Corte d'assise di Cagliari l'8 novembre 1991, scontando la pena per più di tre decenni in vari istituti penitenziari della Sardegna.

### Il riesame e l'assoluzione
Nel 2021 l'avvocato difensore di Beniamino Zuncheddu, Mauro Trogu, convinse le autorità a riaprire e a riesaminare il processo.
Il 14 novembre 2023 si svolge l'udienza più importante, con il confronto tra il sopravvissuto Luigi Pinna e l'agente di polizia Mario Uda: in questa sede Pinna dichiara che Uda gli mostrò la foto di Zuncheddu, ma il poliziotto respinge tale accusa nel confronto diretto. A seguito di questa testimonianza, il 25 novembre Beniamino Zuncheddu torna in libertà, in attesa del verdetto finale.
Il 26 gennaio 2024, alla conclusione del giudizio di revisione presso la Corte d'appello di Roma, Zuncheddu viene definitivamente assolto per non aver commesso il fatto, dopo aver trascorso 32 anni in carcere, la detenzione da innocente più lunga nella storia italiana; l'assoluzione ha fatto diventare il caso uno dei più gravi errori giudiziari mai commessi in Italia.